# Autobahnkirche
Autobahnkirche (również Autobahnkapelle) – kościoły i kaplice w Niemczech, zlokalizowane bezpośrednio przy autostradach lub w ich najbliższym sąsiedztwie, stanowiące chrześcijańskie miejsca kultu, uznane (lub zbudowane specjalnie w tym celu) jako kościoły lub kaplice przydrożne dla zmotoryzowanych podróżnych.

## Charakterystyka

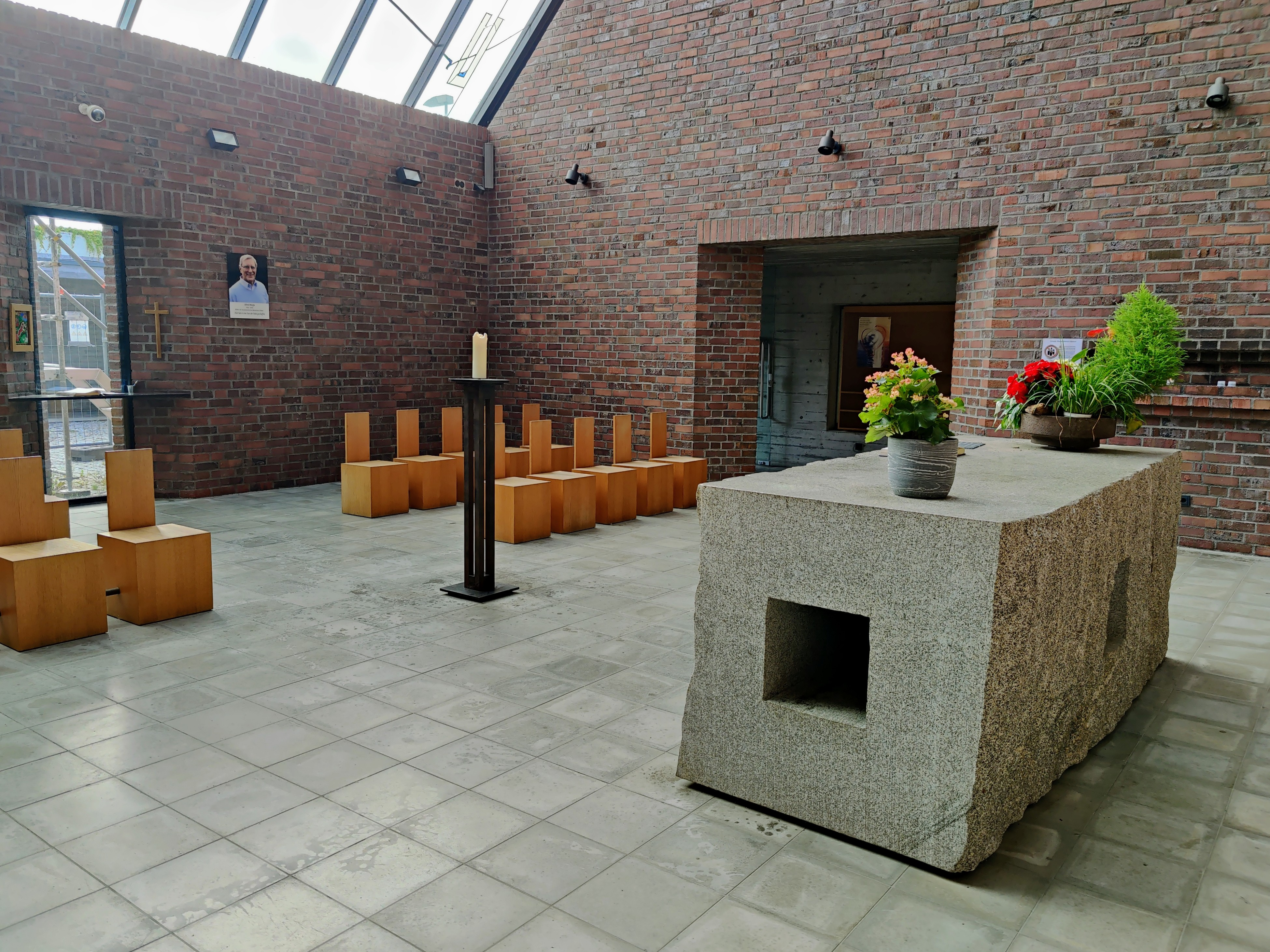
Wnętrze świątyni w Medenbach (części Wiesbaden)

W założeniu świątynie przy autostradach służyć mają indywidualnej refleksji, medytacji czy modlitwie, a w tym zakresie nie tylko przyczyniać się do indywidualnego rozwoju wiernych, ale też nastrajać pośrednio do bezpiecznej i rozważnej jazdy. Według stanu na 1 stycznia 2025, w Niemczech funkcjonuje 45 takich obiektów kultu. 
Pierwszy niemiecki Autobahnkirche otwarto w 1956 r. - a konsekrowano 12 października 1958 - w Adelsried nieopodal Augsburga (Bawaria) na autostradzie A8. W 1978 r. powstała Versicherer im Raum der Kirchen Akademie, zajmująca się koordynacją projektu. Jej celem jest propagowanie wartości chrześcijańskich i angażowanie się w różne działania na styku kościoła i społeczeństwa. Realizowane są one wspólnie z organizacjami kościelnymi, charytatywnymi i diakońskimi. Od lat 90. XX wieku organizacja koordynuje i wspiera strukturalnie rozbudowę sieci kościołów przy autostradach, co traktuje jako element duszpasterstwa turystycznego (m.in. wydawanie broszur, modlitewników, czy opieka nad dziećmi po wypadkach drogowych). 
Co roku z Autobahnkirchen korzysta około miliona osób. W 2007 r. Versicherer im Raum der Kirchen Akademie zleciła badanie osób odwiedzających kościoły autostradowe. Okazało się, że uczęszczają do nich głównie osoby rzadko spotykane w kościołach tradycyjnych: żonaci mężczyźni po 40. roku życia, z wykształceniem średnim i wyższym. Osoby zamężne z dziećmi uczęszczają do kościołów przy autostradach częściej niż osoby stanu wolnego, a katolicy częściej niż protestanci. Poza tym dwóch na pięciu odwiedzających ma niewielki związek z jakimkolwiek kościołem. Autorzy badania opisują typowego gościa Autobahnkirche, jako osobę spontaniczną, nie planującą wcześniej odwiedzin w świątyni. 

## Idea
Idea Autobahnkirchen wywodzi się ze średniowiecznej tradycji budowy kaplic i krzyży przy drogach. Miejsca takie służyły wędrowcom, pielgrzymom i podróżnikom, jako punkty pokrzepienia duszy, modlitwy i refleksji, przypominające o obecności Boga podczas podróży. Obecne kościoły przydrożne pełnić mają podobną funkcję, stanowiąc element zatrzymania w pospiesznym życiu.

## Kryteria
Do kategorii Autobahnkirche zaliczone mogą być tylko świątynie chrześcijańskie, spełniające określone przez zarządcę kryteria. Budowle powstają wyłącznie w wyniku inicjatyw lokalnych lub regionalnych. Ani w Kościele protestanckim, ani w Kościele katolickim nie ma centralnego zarządcy, który jest odpowiedzialna w sensie dyrektywnym za te miejsca kultu. W związku z tym kościoły i kaplice autostradowe są projektowane lub wyznaczane bardzo różnie pod względem stylowym, jak również nie są ujednolicone pod względem opieki i utrzymywania porządku. Nawet ich oznakowanie nie jest do końca ujednolicone.
Kościół musi mieć bezpośrednie połączenie z miejscem obsługi autostrady lub zjazdem z autostrady, przy czym w tym drugim przypadku odległość nie może przekraczać tysiąca metrów. Na budowę nowego obiektu należy uzyskać zgodę Federalnego Ministerstwa Transportu i Infrastruktury Cyfrowej. Ponieważ kościół przy autostradzie wiąże się z generowaniem dodatkowego ruchu, nie są zalecane lokalizacje w obrębie dużych miast. Odległość między dwoma kościołami autostradowymi na tej samej autostradzie powinna wynosić co najmniej 80 kilometrów. Muszą być w pobliżu dostępne miejsca parkingowe i urządzenia sanitarne. Obiekty muszą być odpowiednio oznakowane i mieć zgodę odpowiedzialnej wspólnoty i diecezji lub kościoła regionalnego. Muszą być zapewnione minimalne godziny otwarcia (codziennie od 8:00 do 20:00). Wnętrze kościoła lub kaplicy przy autostradzie winno być wystarczająco duże, aby pomieścić łącznie grupę osób jadących autokarem.

## Kościoły autostradowe poza Niemcami
Autobahnkirchen funkcjonują również w Austrii. Ponadto świątynie przy autostradach stawiane są w Szwecji, Norwegii, Finlandii, Danii, Estonii, Rosji oraz w Czechach, gdzie pierwszy otwarto w 2008 r. przy autostradzie D5, w pobliżu Pilzna.

## Lista Autobahnkirchen
Kościołu autostradowe w Niemczech:
| Nr autostrady | Kościół / kaplica                                         | Miejscowość              | Zjazd z autostrady                                       | Zdjęcie           |
| ------------- | --------------------------------------------------------- | ------------------------ | -------------------------------------------------------- | ----------------- |
| 1             | Ökumenische Autobahnkapelle Dammer Berge                  | Dammer Berge             | Raststätte Dammer Berge                                  |                   |
| 1             | Autobahnkapelle Roxel                                     | Roxel                    | Raststätte Münsterland                                   |                   |
| 1             | Ökumenische Autobahn- und Radwegekirche St. Paul Wittlich | Wittlich                 | Wittlich-Mitte                                           |                   |
| 2             | Autobahn- und Ortskirche Exter                            | Exter                    | Vlotho-West                                              |                   |
| 2             | Evangelische Autobahnkirche St. Benedikt                  | Hohenwarsleben           | Irxleben                                                 |                   |
| 2             | Ökumenische Autobahnkapelle Hamm                          | Rhynern                  | Rastanlage Rhynern-Nord                                  |                   |
| 3             | Autobahnkirche Medenbach                                  | Wiesbaden-Medenbach      | Tank- und Rastanlage Medenbach                           |                   |
| 3             | Autobahnkirche Geiselwind                                 | Geiselwind               | Geiselwind                                               |                   |
| 4             | Peter-und-Paul-Kirche Uhyst a. T.                         | Uhyst am Taucher         | Uhyst am Taucher                                         |                   |
| 4             | Jakobikirche Wilsdruff                                    | Wilsdruff                | Wilsdruff                                                |                   |
| 4             | Evangelische Autobahnkirche Gelmeroda                     | Gelmeroda                | Weimar                                                   |                   |
| 4             | Autohofkapelle Schwabhausen                               | Schwabhausen             | Gotha                                                    |                   |
| 5             | Autobahnkirche St. Christophorus                          | Baden-Baden              | Baden-Baden                                              |                   |
| 6             | Ökumenische Autobahnkirche Heilige Dreifaltigkeit         | Waidhaus                 | Waidhaus                                                 |                   |
| 6             | Ökumenische Autobahnkapelle Christophorus                 | Braunsbach               | Parkplatz Kochertalbrücke-Süd                            | ABK Christophorus |
| 7 / 39        | evangelische Kirche St. Nikolai                           | Grasdorf                 | Derneburg/Salzgitter Baddeckenstedt                      |                   |
| 7 / 39        | Unbefleckte Empfängnis Mariä                              | Grasdorf                 | Derneburg/Salzgitter Baddeckenstedt                      |                   |
| 7 / 49        | Ökumenische Autobahnkapelle „Licht auf dem Weg“           | Kassel-Lohfelden         | Autohof Lohfeldener Rüssel am Autobahnkreuz Kassel-Mitte |                   |
| 7             | Autohofkapelle Kirchheim                                  | Kirchheim                | Kirchheim                                                |                   |
| 7             | Autobahnkapelle Gramschatzer Wald                         | Hausen bei Würzburg      | Gramschatzer Wald                                        |                   |
| 8             | katholische Autobahnkirche Maria, Schutz der Reisenden    | Horgau                   | Adelsried                                                |                   |
| 9             | Stadt- und Klosterkirche Brehna                           | Brehna                   | Halle/Bitterfeld                                         |                   |
| 9             | Katholische Autobahnkirche St. Christophorus              | Himmelkron               | Bad Berneck                                              |                   |
| 9             | Katholische Autobahnkirche St. Thomas von Aquin           | Trockau                  | Trockau                                                  |                   |
| 10            | Evangelische Autobahnkirche Zeestow                       | Zeestow                  | Brieselang                                               |                   |
| 11            | Evangelische Autobahnkirche Werbellin                     | Werbellin                | Werbellin                                                |                   |
| 13            | Kościół w Duben                                           | Duben                    | Duben                                                    |                   |
| 14            | Evangelische Kirche St. Petri                             | Brumby                   | Calbe (Saale)                                            |                   |
| 19 / 20       | Evangelische Autobahn- und Gemeindekirche Kavelstorf      | Kavelstorf               | Kavelstorf                                               |                   |
| 31            | Katholische Autobahnkapelle St. Antonius                  | Gescher                  | Gescher/Coesfeld                                         |                   |
| 31            | Ökumenische Autobahnkapelle „Jesus – Brot des Lebens“     | Geeste                   | Rastplatz Heseper Moor                                   |                   |
| 38            | Kirche Rothenschirmbach                                   | Rothenschirmbach         | Lutherstadt Eisleben                                     |                   |
| 40            | Epiphaniaskirche (Autobahnkirche RUHR)                    | Bochum                   | Ausfahrt Bochum-Hamme                                    |                   |
| 44            | Autohofkapelle Diemelstadt                                | Diemelstadt              | Diemelstadt                                              |                   |
| 44            | Autohofkapelle Hessisch Lichtenau                         | Hessisch Lichtenau       | Hessisch Lichtenau-Mitte                                 |                   |
| 45            | Autobahnkirche Siegerland                                 | Wilnsdorf                | Wilnsdorf                                                |                   |
| 57            | Ökumenische Autobahnkapelle Geismühle                     | Krefeld                  | Rastplatz Geismühle                                      |                   |
| 57            | Autobahnkapelle St. Raphael                               | Nievenheim               | Raststätte Nievenheim                                    |                   |
| 61            | Evangelische Martinskirche Waldlaubersheim                | Waldlaubersheim          | Waldlaubersheim                                          |                   |
| 66            | Autohofkapelle Schlüchtern                                | Schlüchtern              | Schlüchtern-Nord                                         |                   |
| 71            | Ökumenische Autobahnkirche                                | Bibra                    | Rastplatz Thüringer Tor                                  | alternativtext=   |
| 73            | Autobahnkirche St. Kilian                                 | St. Kilian               | Schleusingen                                             |                   |
| 81            | Autobahnkapelle im Hegau (Emmauskapelle)                  | Engen                    | Tank- und Rastanlage „Im Hegau“                          |                   |
| 96            | Katholische Autobahn- und Ortskirche „Maria am Wege“      | Windach                  | Schöffelding                                             |                   |
| 96            | Galluskapelle Winterberg                                  | Leutkirch OT Tautenhofen | Rastplatz Winterberg                                     |                   |